# Neue Golden-Ross-Kaserne

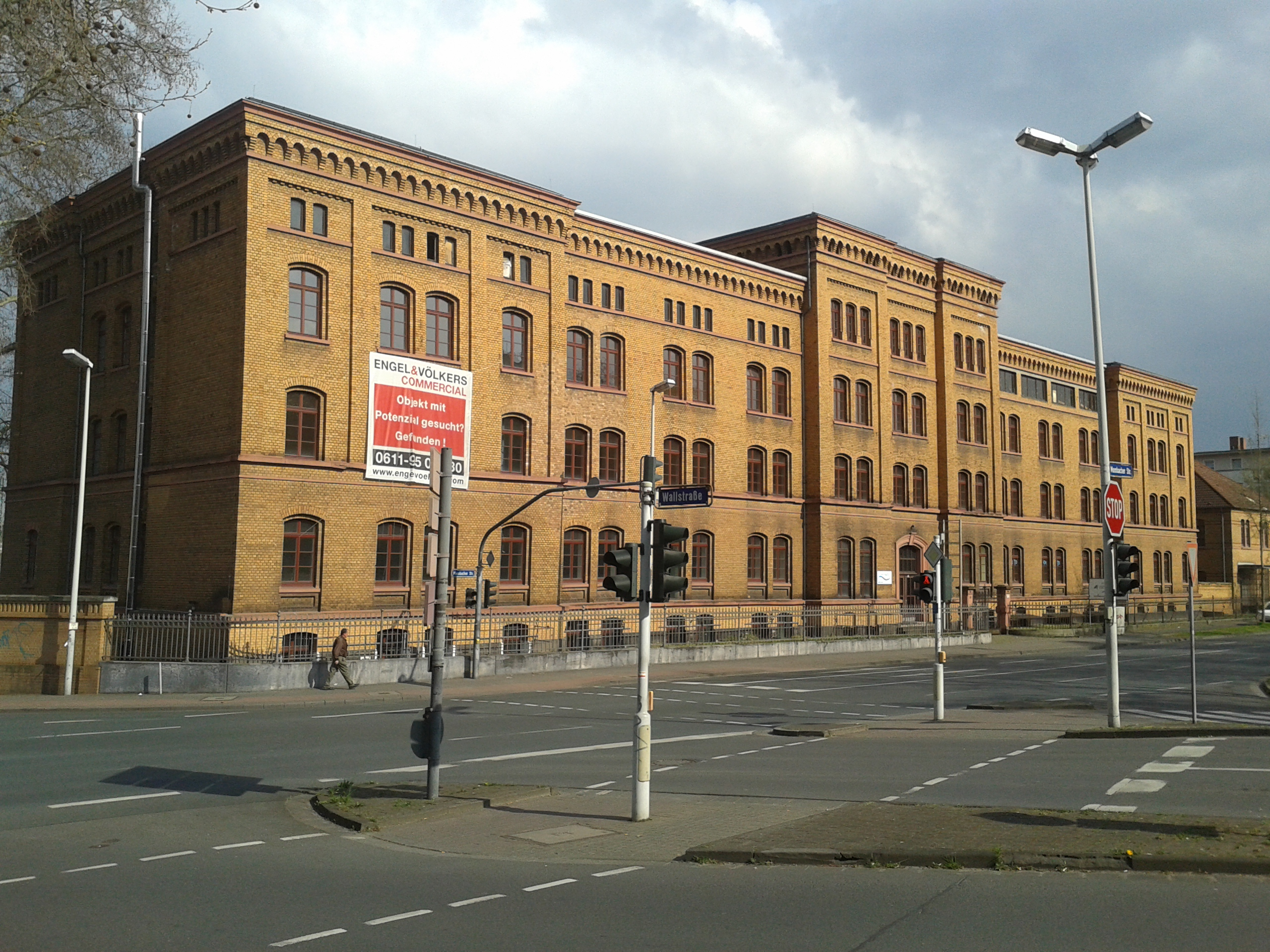
Ehemalige Kavalleriekaserne „Neue Golden' Ross Kaserne“. Hauptfassade Mannschaftsgebäude

Die Neue Golden-Ross-Kaserne, benannt nach der barocken Golden-Ross-Kaserne in Mainz, war eine Kaserne im heutigen Ortsbezirk Hartenberg-Münchfeld. Sie wurde als eine von mehreren Kasernenneubauten für die 21. Division der Preußischen Armee des Deutschen Kaiserreichs am Mombacher Tor des Rheingauwalls erbaut. Mit dem Ende des Ersten Weltkrieges endete auch die militärische Nutzung der „Neuen Golden-Ross-Kaserne“.

## Geschichte
Um die Mainzer Neustadt wurde eine neue Umwallung, der Rheingauwall, errichtet. Er wurde in neupreußischer Befestigungsmanier erbaut und bestand unter anderem aus den Cavalieren Prinz Holstein und Hauptstein, Judensand, dem Fort Hartenberg, dem Gonsenheimer Tor und dem Mombacher Tor. In der Neustadt selbst fanden einige Militärbauten wie die Alicekaserne (Komplex des Infanterie-Leib-Regiment „Großherzogin“ (3. Großherzoglich Hessisches) Nr. 117, 1903), Magazinräume der Militärverwaltung und das Neue Proviantamt Platz, des Weiteren ein Garnisonslazarett in der Rheinstraße auf dem Gelände des ersten Bahnhofs der Hessischen Ludwigsbahn in Mainz und auch eine neue Kavalleriekaserne in der Wallstraße die „Neue Golden-Ross-Kaserne“. Die Kaserne wurde mit dem Magdeburgischen Dragoner-Regiment Nr. 6 belegt.
Die Kaserne befindet sich in der Mombacher Straße 66 und 68. Die Hausnummer 68 kennzeichnet das Mannschaftsgebäude der „Neuen Golden-Ross-Kaserne“ im schlichten Neorenaissance Stil. Es handelt sich um einen großvolumigen, symmetrischen, unverputzten Bau aus gelben Ziegelsteinen. Der mächtige sechsachsige Mittelrisalit wird von zwei viergeschossigen Seitenflügeln umrahmt. Die herausspringenden Eckerker sind vierachsig. Das Gebäude mit der Hausnummer 66 ist ein Wirtschaftsgebäude, in dem die Kantine untergebracht war. Es handelt sich um einen kleinen Walmdachbau von 1913. Zum ehemaligen Rheingauwall hin und zu den Gleisanlagen des Hauptbahnhofs standen bis 2017 mehrere einstöckige Ziegelbauten als Teil der Gesamtanlage. Heute befindet sich der ORN Betriebshof Mainz auf dem Gelände. Teile der Kaserne stehen als Einzeldenkmal unter Denkmalschutz.